# Enantia
Enantia is een geslacht in de orde van de Lepidoptera (vlinders) familie van de Pieridae (Witjes).
Enantia werd in 1819 beschreven door Hübner.

## Soorten
Enantia omvat de volgende soorten:
- Enantia albania - (Bates, H, 1864)
- Enantia aloikea - Brévignon, 1993
- Enantia citrinella - (Felder, C & R Felder, 1861)
- Enantia clarissa - (Weymer, 1895)
- Enantia jethys - (Boisduval, 1836)
- Enantia limnorina - (Felder, C & R Felder, 1865)
- Enantia lina - (Herbst, 1792)
- Enantia mazai - Llorente, 1984
- Enantia melite - (Linnaeus, 1763)